# Jessi的show!terview
《Jessi的Show!terview》（韓語：제시의 쇼!터뷰），為韓國SBS電視台自2020年6月11日起製作，而由Mobidic播出的網路綜藝節目，主要內容以採訪一至數位藝人、並與該藝人進行綜藝活動。每週四下午6點30分在YouTube、Facebook、곰TV、NAVER TV Mobidic頻道公開。，是美籍韓裔女饒舌歌手Jessi出道後首次單獨主持的節目，後加入播音員趙政植為助理主持，不定期出演，SBS官方網站也會同步更新集數，每集播出約20-30分鐘。2020年8月15日列入韓國SBS電視頻道正式節目逢當地時間週六22時播出，2020年12月19日，Jessi憑此節目在《2020 SBS演藝大賞》獲得《綜藝部門新人獎》。

## 得獎列表
| 年度   | 頒獎典禮            | 獎項   |
| ------ | ------------------- | ------ |
| 2020年 | 第十四屆SBS演藝大賞 | 新人獎 |